# Order Króla Fajsala I
Order Fajsala I (arab. Wisam al-Faisal al-Awwal) – odznaczenie Królestwa Iraku ustanowione przez króla Fajsala I w 1932. Przyznawane za zasługi dla władcy i państwa. Dzieliło się na trzy klasy. Po obaleniu monarchii (1958) zniesione.
Odznaczony orderem był m.in. król Jordanii Abdullah I (1932, I klasa).